# Эйгенсон, Александр Сергеевич
Александр Сергеевич Эйгенсон (15 июля 1912, Армавир, Кубанская область — 4 апреля 1999, Уфа) — советский и российский инженер-нефтепереработчик. Кандидат технических наук (1949).

## Биография
Отец — Сергей Александрович (Шмерко Алтерович) Эйгенсон (1878—1936), врач. Мать — Дора Константиновна (Доба Иекусиелевна) Эйгенсон (Майзелева) (1881—1959).
В 1935 г. окончил с отличием Азербайджанский нефтяной институт им. М.Азизбекова по специальности инженер по переработке нефти и газа.

### Трудовая деятельность
В 1932—1935 гг. одновременно с очной учёбой дежурный инженер на Бакинских НПЗ им. Буденного и им. Андреева. Первые научные статьи по применению номографии к расчету процессов нефтепереработки были им опубликованы в 1933-35 г.г.. После окончания института — руководитель группы опытно-промышленного предприятия «Азербайджанский опытный завод синтетического каучука»; в 1935—1941 гг. — научный сотрудник, руководитель лаборатории, главный инженер Аз НИИ по переработке нефти; в 1938—1939 гг. по совместительству преподаватель АНИ им М.Азизбекова. С 23 июня 1941 до 1943 гг. — главный инженер нефтеперерабатывающего завода (НПЗ) им Джапаридзе, (г. Баку); в 1943—1946 гг. — директор Краснокамского НПЗ. В 1946 г. полгода работал в аппарате Министерства нефтяной промышленности восточных районов СССР. В 1946—1947 гг. — руководитель научно-исследовательской лаборатории Уфимского НПЗ, реорганизованной в отдел нефтепереработки УфНИИ (в 1947—1954 гг. — заместитель директора); в 1954—1956 гг. — после аварии на заводе направлен и работал главным инженером Уфимского НПЗ (п/я 417).
А. С. Эйгенсон — организатор и первый директор Башкирского НИИ переработки нефти (1956—1959, 1963—1976). В 1959—1963 гг. — начальник технического управления, член Совета Народного Хозяйства Башкирского Экономического района. В 1947—1954 гг. по совместительству преподаватель Уфимского нефтяного института. Принимал активное участие в общественной жизни, был членом обкома КПСС, избирался депутатом городских и районных уровней.
Внес большой вклад в деятельность БашНИИ НП (теперь АО Институт Нефтехимпереработки). Под его руководством решен ряд отраслевых вопросов: сортировка восточных нефтей, развитие сырьевой базы нефтехимии в Поволжье, создание систем оборотного водоснабжения на НПЗ, комплекс работ по развитию Башкирских НПЗ в связи с их переводом на переработку высокосернистых нефтей, разработка перспективных схем переработки сернистых и высокосернистых нефтей, создание новых процессов нефтепереработки.
Принимал активное участие в подготовке и работе Восьмого Мирового Нефтяного Конгресса в г. Москве (1971 г.), являясь вице-председателем одного из симпозиумов; участник IX и X Мировых конгрессов.
Участник организации институтов ВНИИСПТНефть, Уфимских филиалов ВНИПИНефть, ВНИИНефтемаш, ВНИИУС (Казань), Института химии нефти СО АН СССР (г. Томск), Среднеазиатского НИИ НП (г. Ташкент). Имел 17 авторских свидетельств на изобретения. Автор более 120 печатных работ.
В 1976 году из-за конфликта с первым секретарем Башкирского обкома КПСС покинул пост директора БашНИИ НП. После этого в течение 23 лет работал в БашНИИ НП, институте ВНИИСПТнефть, в УфНИИ и дома над математическими моделями состава нефти и проблемой генезиса нефти. Он был убежденным сторонником и пропагандистом абиогенезиса природных углеводовородов.

## Семья
- Первая жена — Анна Абкаровна Геворкян (в 1933—1938), (1913—1993):
- Вторая жена — Маргарита Александровна Эйгенсон (Кузьминых) (в 1944—1999), (1923—2006);
- Дочь — Марина Исраэлян (Эйгенсон), род. 1938, химик;
- Сын — Сергей Эйгенсон, род. 1945, нефтяник;
- Сын — Дмитрий Эйгенсон, род. 1951, журналист;
- Сестра Мария Сергеевна Федорова (Эйгенсон) — (1908—1993), врач;

## Награды и звания
Орден «Знак Почета» (1952, 1959), орден Трудового Красного Знамени (1971). Медаль «За доблестный труд в Великой Отечественной войне» (1945). Заслуженный деятель науки и техники Башкирской АССР (1966); почетный нефтехимик СССР (1976); занесен в Книгу Почета Министерства нефтеперерабатывающей и нефтехимической промышленности СССР (1976)

## Хобби
Рисование, живопись, резьба по дереву.

## Избранные труды
Уфа, Издательство ГУП ИНХП РБ, 2012б- с.616